# Cladonota rigidus
Cladonota rigidus är en insektsart som beskrevs av Carl Stål. Cladonota rigidus ingår i släktet Cladonota och familjen hornstritar. Inga underarter finns listade i Catalogue of Life.